# Evidovaná právnická osoba církve nebo náboženské společnosti
Evidovaná právnická osoba podle zákona č. 3/2002 Sb., o církvích a náboženských společnostech (před novelizací zákonem č. 495/2005 Sb. církevní právnická osoba) může být orgán církve a náboženské společnosti, řeholní instituce nebo jiná církevní instituce osob hlásících se k církvi nebo náboženské společnosti založené za účelem vyznávání náboženské víry nebo účelové zařízení pro poskytování charitativních služeb. Příkladem takových právnických osob může být sbor, farnost, biskupství, charitativní organizace, řeholní řád nebo řeholní komunita atd. 
Ostatní právnické osoby založené církví nebo náboženskou společností se mohou stát právnickými osobami například podle občanského zákoníku, obchodního zákoníku, zákona o nadacích a nadačních fondech, zákona o obecně prospěšných společnostech atd.), nikoliv podle zákona o církvích a náboženských společnostech.
Evidovaná právnická osoba funguje jako samostatná právnická osoba, avšak v rámci církve nebo náboženské společnosti tvoří její součást a je církvi nebo náboženské společnosti, která ji založila, podřízená.

## Evidence
Návrh na evidenci takové právnické osoby podává do 10 dnů ode dne založení právnické osoby orgán, který je k tomu určený v základním dokumentu církve nebo náboženské společnosti. Návrh na evidenci právnické osoby podle musí obsahovat doklad o oprávněnosti jejího založení, vymezení předmětu její činnosti a její stanovy, pokud existují, její název, který se musí lišit od názvu právnické osoby, která již vyvíjí činnost na území České republiky nebo která již o evidenci požádala, její sídlo na území České republiky, označení jejího statutárního orgánu na území České republiky a osobní údaje členů jejího statutárního orgánu. Neobsahuje-li návrh všechny náležitosti, ministerstvo vyzve nejpozději do 10 pracovních dnů ode dne doručení návrhu orgán registrované náboženské společnosti, oprávněný k jeho podání, aby návrh doplnil, popřípadě odstranil nedostatky, a to ve lhůtě 30 dnů, a upozorní ho, že nebude-li tato lhůta dodržena, řízení o návrhu se zastaví.
Ministerstvo provede evidenci církevní právnické osoby zápisem do Rejstříku církevních právnických osob do 5 pracovních dnů ode dne doručení návrhu. Evidence se provede zápisem ke dni jejího založení v registrované církvi a náboženské společnosti.

## Zánik
Ministerstvo kultury zruší evidenci právnické osoby tohoto typu na návrh oprávněného orgánu církve nebo náboženské společnosti, nebo jedná-li evidovaná právnická osoba v rozporu s vymezením své působnosti nebo právními předpisy a zřizovatel nezjedná nápravu, nebo zanikla-li registrace zřizovatele, nebo v některých případech insolvence nebo nečinnosti, nebo po uplynutí doby určité, na kterou byla založena, nebo na základě oprávněného rozhodnutí o zrušení. Zánikem evidované osoby přechází její majetek a závazky na zřizovatele. 

## Evidované právnické osoby církví a náboženských společností v Česku

### Církve
Pod pojmem církev se v tomto seznamu rozumí náboženské uskupení, které vychází z křesťanské tradice a historie.
- Církev římskokatolická eviduje 16 právnických osob v kategorii „Konference, církevní provincie a diecéze“ (Česká biskupská konference, Konference vyšších představených mužských řeholí České republiky, Konference vyšších představených ženských řeholí v ČR, Česká církevní provincie, Moravská církevní provincie, 2 arcibiskupství, 6 biskupství, Arcibiskupský kněžský seminář, Institut františkánských studií, Vysokoškolský teologický ústav Salesiánské provincie Praha), stovky farností a kvazifarností rozdělených do diecézí, desítky mužských i ženských řeholních řádů a kongregací, přičemž právnickými osobami jsou jak zastřešující kongregace či provincie u některých řádů, tak jednotlivé kláštery, opatství, konventy, řádové domy, komunity či řádové školy, nemocnice apod., dále 2 metropolitní a 1 stoliční kapitula, 3 katedrální kapituly, 7 kolegiátních kapitul a Prelatura Svatého Kříže a Opus Dei v České republice, několik desítek dalších sdružení (různá společenství, komunity a hnutí, sekulární instituty a laická sdružení, akademie, specializovaná centra, Charita Česká republika atd.), a dále stovky charit (Česká katolická charita a diecézní, oblastní, městské a farní charity, v Hejnicích Mezinárodní centrum duchovní obnovy pro pohoštění poutníků).
- Církev řeckokatolická eviduje Apoštolský exarchát řeckokatolické církve, kolem 20 farností, k 23. červnu 2003 vymazala 3 řeholní instituce (Delegatura sv. Prokopa Řádu sv. Bazila Velkého v ČR, Misie sv. Klimenta sester baziliánek, Rezidence sv. Prokopa řádu baziliánů), a dále eviduje Řeckokatolickou charitu a tři oblastní řeckokatolické charity (České Budějovice, Liberec, Olomouc).
- Pravoslavná církev v českých zemích eviduje 2 eparchie, několik desítek pravoslavných církevních obcí a 9 monastýrů.
- Ruská pravoslavná církev, podvorje patriarchy moskevského a celé Rusi v České republice neeviduje své církevní instituce
- Starokatolická církev v ČR eviduje 15 farních obcí Starokatolické církve, z toho v Praze jednu pro věřící anglického jazyka, a 5 filiálních obcí Starokatolické církve.
- Církev československá husitská eviduje 5 diecézí, mnoho desítek náboženských obcí CČSH, Husův institut teologických studií, Institut evangelizace a pastorace Církve československé husitské a 10 zařízení s označením středisko Diakonie a misie Církve československé husitské (v tom zahrnuta střediska volného času, dům na půl cesty či penzion pro seniory).
- Českobratrská církev evangelická eviduje 14 seniorátů, mnoho desítek farních sborů Českobratrské církve evangelické, 9 ochranovských sborů při Českobratrské církve evangelické, v Praze též Evangelický sbor německého jazyka při Českobratrské církvi evangelické a v Českém Těšíně Evangelický sbor a.v. Českobratrské církve evangelické v Českém Těšíně na Rozvoji, dále Diakonie Českobratrské církve evangelické a kolem 30 středisek Diakonie CČE včetně hospicu Citadela ve Valašském Meziříči.
- Evangelická církev augsburského vyznání v České republice eviduje 3 církevní sbory ECAV (Praha, Brno, Plzeň), v Praze dva národnostní církevní sbory (Evangelický církevní sbor a. v. anglicky mluvících v Praze, Slovenský evangelický a. v. církevní sbor v Praze) a v Praze Diakonie Evangelické církve augsburského vyznání v České republice.
- Slezská církev evangelická augsburského vyznání eviduje 5 seniorátů, kolem 20 farních sborů, 2 diakonické organizace (Diakonický institut, Slezská diakonie) a Evangelizační centrum M.I.S.E..
- Luterská evangelická církev a. v. v České republice eviduje 5 farních sborů
- Jednota bratrská eviduje kolem 30 sborů Jednoty bratrské.
- Církev bratrská eviduje několik desítek sborů Církve bratrské, organizaci Diakonie Církve bratrské a 6 poboček Diakonie Církve bratrské
- Bratrská jednota baptistů eviduje několik desítek sborů Bratrské jednoty baptistů a Diakonie Bratrské jednoty baptistů v České republice
- Společenství baptistických sborů
- Církev adventistů sedmého dne eviduje 2 sdružení (české a moravskoslezské) a několik desítek sborů Církve adventistů sedmého dne.
- Evangelická církev metodistická eviduje kolem 13 farností Evangelické církve metodistické, dalšími jejími institucemi jsou Brána - misijní středisko, Diakonie Evangelické církve metodistické v ČR a 9 středisek křesťanské pomoci.
- Apoštolská církev eviduje přes 40 sborů, z toho 2 sbory nesou označení křesťanské centrum. Dalšími právnickými osobami jsou Diakonie Apoštolské církve, Global University, Misijní společnost ŽIVOT a Teen Challenge International ČR.
- Novoapoštolská církev v ČR neeviduje své církevní instituce
- Křesťanské sbory evidují kolem 30 sborů.
- Církev Křesťanská společenství eviduje asi 27 sborů Křesťanské společenství a asi 20 misijních skupin Křesťanské společenství.
- Církev živého Boha eviduje 9 sborů
- Církev Nová naděje eviduje 8 sborů
- Církev Slovo života eviduje 9 sborů a 4 misijní skupiny
- Církev víry eviduje 11 sborů
- Obec křesťanů v České republice neeviduje své církevní instituce
- Církev Ježíše Krista Svatých posledních dnů v České republice neeviduje své církevní instituce
- Náboženská společnost Svědkové Jehovovi: několik desítek sálů Království. K 30. listopadu 2007 byly vymazány Sbor badatelů Bible Čechy a Sbor badatelů Bible Morava, k 27. květnu 2004 byl vymazán Sbor badatelů Bible Příbor.
- Náboženská společnost českých unitářů: 4 obce (Obec širšího společenství českých unitářů, Pražská obec unitářů, obce unitářů v Brně a Plzni)

### Další náboženské společnosti
Pod pojmem náboženská společnost se v tomto seznamu rozumí náboženské uskupení, které vychází z jiné než křesťanské tradice a historie.
- Federace židovských obcí v České republice: 10 židovských obcí, Chevra Kadiša ČR (náboženská, kultovní, organizační a vzdělávací činnost, pořádání sbírek)
- Ústředí muslimských obcí eviduje 5 muslimských obcí
- Mezinárodní společnost pro vědomí Krišny, Hnutí Hare Krišna eviduje 4 centra: Centrum pro védská studia, Čakra, Haridhám, Prabhupád Bhavan
- Česká hinduistická náboženská společnost neeviduje své církevní instituce
- Buddhismus Diamantové cesty linie Karma Kagjü neeviduje své církevní instituce
- Višva Nirmala Dharma neeviduje své církevní instituce